# Східний Грикваленд
30°33′00″ пд. ш. 29°25′00″ сх. д. / 30.55° пд. ш. 29.41666667° сх. д.
Східний Грикваленд (африкаанс: Griekwaland-Oos), офіційно відомий як Новий Грикваленд (нідерландська: Nieuw Griqualand) — одне із чотирьох короткочасних держав гриква в Південній Африці з початку 1860-х до кінця 1870-х років і був розташований між річками Умзімкулу та Кініра, на південь від Королівства Сото.
Столиця Східного Грикваленду, Кокстад, була останнім місцем поселення людей, які мігрували кілька разів під час своєї подорожі від мису Доброї Надії через гори сучасного Лесото.
Територія була окупована Британською імперією і стала колонією в 1874 році, незадовго до смерті її засновника і єдиного лідера Адама Кока III. Трохи пізніше невелика територія була включена до сусідньої Капської колонії. Незважаючи на те, що історія Вортрекерів довгий час була затьмарена в історії, похід гриква був описаний як «одна з найбільших епопей ХІХ століття».

## Історія

### Походження народу Гриква
Гриква — змішаний народ, який походить від змішаних шлюбів між голландськими колоністами Капської колонії та койхой, які вже там проживали. Вони перетворилися на напівкочову африкаанськомовну націю вершників, які мігрували з Капської колонії та створили короткочасні держави на кордонах колонії, подібні до козацьких спільнот Східної Європи.
Голландська Ост-Індська компанія (ГОІК) не мала на меті, щоб Капська колонія на південному краю Африки стала політичним утворенням. Коли вона розширювалася та ставала більш успішною, її лідери не турбувалися про кордони. Кордон колонії був невизначеним і змінювався за примхою окремих людей. Незважаючи на те, що ГОІК, безсумнівно, виграла від торгових і пастирських зусиль трекбурів, вона мало контролювала або підтримувала їх у пошуках землі. Висока частка неодружених голландських чоловіків призвела до того, що вони брали в дружини і супутниці корінних жінок, в яких народжувалися діти змішаної раси. Вони значно виросли до спільноти, яка розмовляла голландською мовою та відіграло важливу роль у розвитку колонії.
Ці діти не досягли соціального чи юридичного статусу, наданого їхнім батькам, головним чином через те, що колоніальні закони визнавали лише християнські форми шлюбу. Цю групу стали називати бастерами, або бастардами. Колоністи, у своїй напіввійськовій відповіді на опір повстанців з боку народів Кхой і Сан, охоче закликали бастерів до командос. Це гарантувало, що чоловіки навчилися вести військові дії з легким озброєнням.

### Передумови
До прибуття мігрантів із заходу та півночі ця територія була частиною королівства Мпондо під керівництвом короля Факу, який правив як суверен етнічно династії коса з 1815 по 1867 роки. Під час свого правління Факу спочатку прийняв багатьох біженців, які перетнули північно-східний кордон території, рятуючись від вторгнень і набігів армії Шаки (лідера Королівства Зулу з 1816 по 1828 роки). Оскільки Факу врешті-решт зрозумів, що його воїни не можуть захистити східну частину його королівства від Шаки, він вирішив очистити територію, залишивши позаду те, що стало відомим як Номанська земля (у тогочасних джерелах часто пишеться як «нічия земля»).
Тим часом група гриквасів, які покинули мис Доброї Надії у XVIII столітті і оселилися в районі сучасного Філіпполіса в 1826 році, зіткнулися з перспективою переходу їх території під контроль нової Оранжевої республіки (Oranje Vrijstaat — офіційно заснована як бурська республіка в 1854 році). У 1861 році більшість із цих мешканців вирушили у виснажливу подорож, щоб рухатися на південь через Укхахламбу (сьогодні відомий як гірський хребет Дракенсберг), але свідки з перших рук говорять про дві різні розповідь про причини та мотивацію їх останньої подорожі.

### Прибуття та поселення

Держави Гриква і Бурі в Південній Африці, 19 ст.

Відповідно до розповіді Джона Робінсона, першого прем'єр-міністра Наталю, жителі Філіпполіса були запрошені сером Джорджем Греєм, адміністратором області від імені Сполученого Королівства, поселитися у вищезгаданій Номанській землі, на південь від Британської колонії Наталь. Їх поселення там мало уникнути потенційного конфлікту з Оранжевою республікою та одночасно служити буфером проти бушменів та «їх грабіжницьких набігів на фермерів і вихідців з Наталю». Після того, як їхній лідер Адам Кок III надіслав передову групу для обстеження області, вся група погодилася на домовленості та прибула туди в 1862 році.

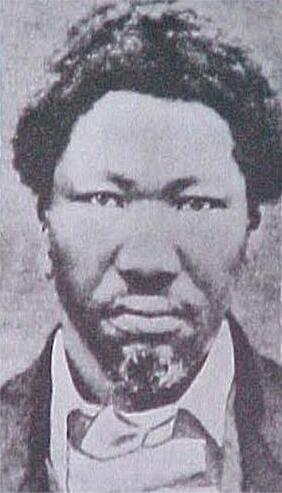
Адам Кок III

Однак нещодавно відновлені офіційні документи розповідають про угоду, яка була укладена між Управлінням колоній і Оранжевою республікою в 1854 році, задовго до того, як гриква дізналися про свою долю. Управління колоній погодилося здійснити виселення всього населення в обмін на врегулювання прикордонного конфлікту між африканерами та капськими колоністами. За джерелами, Адам Кок III і його послідовники дізналися про плани лише через шість років після таємного підписання офіційного документа. Розуміючи, що вони не можуть зібрати бойову силу, яка могла б зрівнятися з колоніальною армією, і після того, як висловилися проти того, щоб стати підданими Корони в Капській колонії або слугами у Оранжевій республіці, вони залишили батьківщину під примусом відправитися в еміграцію в 1863 р.
Зрештою, усі джерела сходяться на думці, що послідовники останнього великого вождя гриква опинилися в районі навколо гори Каррі та створили Лаагер, просте поселення, що складається з невеликих хатин, де вони залишалися понад півдесяти років. У 1869 році преподобний Дауер з Лондонського місіонерського товариства відвідав це місце і погодився заснувати церкву, якщо люди знову переїдуть. Кок порадився з населенням, і вони вибрали територію далі на південь від гори. Гриква переїхали туди в 1872 році і заснували місто Кокстад, назване на честь свого вождя.
Держава, яка була створена навколо Кокстада, поки правив гриква, була переважно населена раніше існуючими народами, як розмовляли мовами коса, при цьому гриква становила лише дуже невелику, політично домінуючу меншість.

### Уряд

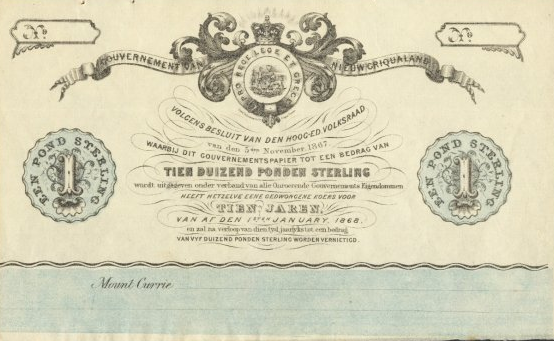
Банкнота в один фунт стерлінгів від Нью-Грикваланда, 1868 рік

Хоча, з історичної точки зору, люди постійно рухалися, з постійними поселеннями існували лише протягом коротких проміжків часу, жителі Східного Грикваленду зуміли заснувати Раад (або Фольксраад), зібрання з 12 членів, які приймали рішення від імені гриква та сформував делегації для роботи з навколишніми державами.

#### Валюта
У 1867 році, після того як Банк Дурбану почав друкувати власні банкноти, Кок і його послідовники почали подібний власний експеримент і надрукували близько 10 000 банкнот номіналом один фунт для використання в цьому регіоні. Плани щодо їх фактичного впровадження так і не здійснилися, і, за винятком кількох зразків, що залишилися, майже всі вони були знищені, так і не потрапивши в обіг. Однак після переїзду до Кокстада нове підприємство із запровадження місцевої валюти було більш успішним у 1874 році; розроблені компанією Strachan and Co і викарбувані в Німеччині, було використано кілька монет (див. малюнок), які залишалися в обігу ще довго після розпаду країни.
Підтвердження того, що Strachan and Co ходили як гроші в регіоні з 1874 року, походить від місцевого банку Standard Bank у Кокстаді та керуючого директора Strachan and Co.

#### Символіка
Печатка, включена в інформаційне поле, є грубою копією печатки, зображеної на першому наборі банкнот 1867 року, що є єдиним відомим і збереженим зображенням. На самій банкноті ліворуч і праворуч її оточує смуга або стрічка з написом «GOUVERNEMENT VAN | NIEUW GRIQUALAND» і містить шолом з мантією. Фактичні передбачувані кольори невідомі. Прапор гриква є вертикально перевернутою версією «Vierkleur», який використовується Трансваалем і Південно-Африканською Республікою. Одне джерело датує його першу задокументовану появу 1903 роком, але сам прапор міг використовуватися раніше; чи справді незалежний Східний Грикваленд вживав його чи ні, невідомо.

### Британська анексія (1878)
- Адам Кок III 
(коментар щодо загрози британської анексії, 1874)
У різних джерелах і версіях історії кінець історії Східного Грикваленду є таким же суперечливим, як і її початок, а причини розпаду країни залишаються туманними. Місцеві джерела з Кейпу записали офіційний (але дуже кваліфікований) запит у 1869 році від Адама Кока III про встановлення британського правління за умови дотримання прав власності на землю та за жодних обставин не включення Східного Грикваленду до складу колонії Наталь. Сучасні звіти стверджували, що тоді гриква добровільно продали більшу частину своєї землі і що загальна анексія території відбулася «за бажанням самих жителів». З іншого боку, думка самого народу гриква, схоже, розділилася. Цитата Адама Кока III, коли він дізнався про плани колоніальних відомств, натякає на те, що в анексію Східного Грикваленду мало місце непорозуміння чи навіть обман: «Ось це… з нами не консультувалися. Ми нічого не можемо сказати». Британці взяли безпосередній контроль над територією в 1874 році.
Достовірно відомо, що лідер грикви, чиє ім'я досі прикрашає засноване ним місто, помер у грудні 1875 року після важких поранень під час аварії з фургоном. На його похоронах його двоюрідний брат прокоментував, що зі смертю Кока померла й остання надія Гргрикви на незалежну державу в Південній Африці.
Після переходу під британське правління Східний Грикваленд кілька років управлявся британцями як окрема колонія. Протягом цього часу Управління колоній чинило значний тиск на уряд сусідньої Капської колонії, щоб анексувати дорогу та бурхливу територію. Однак Кап, який нещодавно отримав систему відповідального уряду, не бажав брати на себе відповідальність за Східний Грикваленд через його значні витрати та досить обурене населення.

### Включення до Капу (1879)
Хоча спочатку Кап відмовився анексувати територію, угода була досягнута після серйозних переговорів, і в 1877 році Капський парламент прийняв Закон про анексію Східного Грикваленду (Закон 38 1877 року). Акт був оприлюднений лише через два роки, 17 вересня 1879 року, коли було створено чотири магістрати: у Кокстаді, Мататиєле, Маунт-Фрер і Умзімкулу. Територія також отримала два виборних місця в Капському парламенті, який на той час обирався за багаторасовою системою «Капської кваліфікованої франшизи», відповідно до якої виборчі права поширювалися на всіх чоловіків, незалежно від раси.
Народ гриква колись був лише невеликою правлячою меншістю населення Східного Грикваленду. Після того, як незалежне правління гриква було покінчено, народ пондо, який розмовляв коса і довгий час становив більшість населення Східного Грикваленду, став володіти дедалі більшою кількістю землі в цьому районі разом із новоприбулими європейськими поселенцями. Ці демографічні чинники призвели до подальшого розмивання ідентичності грикви, і століттям пізніше, під час апартеїду, територія була включена до «батьківщини» коса Транскей.

## Сучасний Грикваленд
Коли в 1910 році було створено Південно-Африканський Союз, Капська колонія змінила назву на «Капська провінція», а в 1980-х роках частина колишнього Східного Грикваленду була перетворена на Транскей, один з чотирьох номінально незалежних бантустанів. У 1994 році, незадовго до перших всеохоплюючих виборів, її було включено до південної частини провінції Квазулу-Натал. Кокстад зберіг свою назву і сьогодні є одним із головних міст муніципалітету району Гаррі Ґвала.